# Leo Altermatt
Leo Altermatt (* 31. Januar 1896 in Büren SO; † 30. Mai 1962 in Solothurn) war ein Schweizer Historiker und Bibliothekar. Er veröffentlichte zahlreiche Publikationen zur Geschichte des Kantons Solothurn und prägte die Entwicklung der Zentralbibliothek Solothurn, der er von 1936 bis zu seinem Tod als Direktor vorstand.

## Leben
Leo Altermatt wurde in Büren im Schwarzbubenland als Sohn des Gastwirts und Posthalters Ferdinand Altermatt geboren. Nach dem Besuch des Lehrerseminars in Solothurn, das er 1916 mit dem Primarlehrerpatent abschloss, und nach kurzer Tätigkeit als Volksschullehrer, entschloss sich Altermatt zum Weiterstudium. 1923 erwarb er nach Studien an den Universitäten Bern, Zürich und Paris das Patent als Gymnasiallehrer in den Fächern Deutsch und Geschichte. Noch im gleichen Jahr promovierte er mit der Dissertation «Der Kanton Solothurn in der Mediationszeit, 1803–1813». Ab 1924 unterrichtete Altermatt als Deutsch- und Geschichtslehrer, zuerst kurze Zeit am Berner Gymnasium, ab 1925 an der Knabensekundarschule in Solothurn. 1936 wurde er als Nachfolger von Josef Walker zum Direktor der seit 1930 bestehenden Zentralbibliothek Solothurn gewählt. Neben seiner Tätigkeit als Bibliotheksleiter war Altermatt in nationalen und internationalen Gremien aktiv.
Seit 1925 war Leo Altermatt mit Adeline geb. Meyer von Schoren (Thun) verheiratet. Der Ehe entsprossen ein Sohn und zwei Töchter.
Der wissenschaftliche Nachlass von Leo Altermatt wurde 2010 der Zentralbibliothek Solothurn übergeben. Er ist 2012–2013 bearbeitet worden. Über die Website der ZBS ist das Verzeichnis zugänglich.

## Wirken

### Zentralbibliothek Solothurn
Leo Altermatt gilt als der eigentliche Gründer der Zentralbibliothek Solothurn (ZBS). Bei Altermatts Amtsantritt war die 1930/31 aus der Fusion von Stadt- und Kantonsbibliothek Solothurn hervorgegangene Zentralbibliothek in ungeeigneten Räumlichkeiten untergebracht, die über verschiedene Standorte verteilt waren. Wertvolle Bestände waren vom Bücherwurm befallen, der mit den Beständen aufgehobener Stifts- und Klosterbibliotheken eingeschleppt worden war und sich in den damaligen Büchermagazinen der ZBS ausbreiten konnte. Auch das Katalogwesen und die Signierung befanden sich in einem unbefriedigenden Zustand. Im Jahresbericht 1937 schrieb Altermatt:

„Die Signierung, ohne die keine moderne Bibliothek mehr auskommen kann, sollte derart gefördert werden, dass in den nächsten Jahren jedes Werk eine Standnummer erhalten würde, damit die gesamte Bibliothek beim Bezug des dringend notwendigen Einheitsbaues sachgemäss aufgestellt und jedes Buch leicht gefunden werden könnte.“

In der Folge setzte sich Altermatt ausdauernd für einen Neubau der Zentralbibliothek ein. Den Bücherwurm bekämpfte er mit einer umgehenden erfolgreichen Entwesungsaktion. Die Katalogsituation verbesserte Altermatt entscheidend, indem er neben dem Autoren- auch Personen-, Orts- und Sachkataloge mit der Dezimalklassifikation einführte. Das von Altermatt entworfene Signatursystem ist noch immer prägend; spätere Ergänzungen entsprechen weitgehend den ursprünglichen Prinzipien.
Der Neubau der Zentralbibliothek sollte anfänglich auf dem sogenannten Schänzli-Areal südlich der Aare errichtet werden. Zu Anfang der 1940er Jahre wurden zu diesem Zweck zwei Architekturwettbewerbe ausgeschrieben, deren Resultate zu heftigen Diskussionen in der Öffentlichkeit führten. 1944 ergab sich eine neue Situation durch die Schenkung eines an der Bielstrasse gelegenen Patrizierhauses an die Stadt Solothurn. 1946 wurde ein Projekt genehmigt, dieses Areal mit dem Gibelin-Zetter-Palais für die Zentralbibliothek zu nutzen, jedoch danach vorläufig zurückgestellt. 1951 genehmigte die Gemeindeversammlung der Stadt Solothurn die Kredite für ein Neubauprojekt. Leo Altermatt betrieb anschliessend im Kanton Solothurn eine grosse Werbeaktion im Hinblick auf die für den Anteil des Kantons Solothurn notwendige kantonale Volksabstimmung, unter anderem mit einer Wanderausstellung durch alle Bezirke des Kantons. Diese Volksabstimmung konnte erst im Dezember 1953 durchgeführt werden, wobei die Kredite vom Volk angenommen wurden. Nach weiteren Verzögerungen konnte der Neubau der Zentralbibliothek schliesslich am 25. September 1958 eingeweiht werden.
Auf Leo Altermatts Initiative geht auch die Fortsetzung der Katalogisierung der mittelalterlichen Handschriften der Zentralbibliothek zurück. Ein Katalog, erstellt von Alfons Schönherr, erschien zwei Jahre nach Altermatts Tod in gedruckter Form. Als besonderer Freund bibliophiler Schätze liess Altermatt wertvolle beschädigte Exemplare systematisch restaurieren, erwarb moderne bibliophile Drucke und richtete im Gibelin-Zetter-Palais ein Buchmuseum ein. Doch auch die Bedürfnisse der allgemein öffentlichen Abteilung konnte Altermatt im Neubau nach dem damals aktuellen Stand erfüllen, indem er eine zeitgemässe Freihandbibliothek sowie eine Kinder- und Jugendbibliothek einrichtete.

### Nationale und internationale Gremien
1943 wurde Altermatt als Vertreter der Studien- und Bildungsbibliotheken in den Vorstand der Vereinigung Schweizerischer Bibliothekare gewählt. Seit 1951 amtierte er als deren Vizepräsident und von 1955 bis 1961 als Präsident. 1954 wurde Altermatt zudem vom Bundesrat in die Aufsichtsbehörde der Schweizerischen Landesbibliothek (heute Schweizerische Nationalbibliothek) gewählt, die Schweizerische Bibliothekskommission, zu deren Präsident er kurz vor seinem Tod ernannt wurde.
Leo Altermatt nahm an den jährlichen Deutschen Bibliothekartagen und an den Sitzungen der International Federation of Library Associations and Institutions (IFLA) als offizieller Vertreter der Schweizer Bibliotheken teil.

### Publikationen
Altermatt ist Verfasser zahlreicher Veröffentlichungen zur solothurnischen Buch-, Literatur- und Theatergeschichte. Er veröffentlichte unter anderem zu den solothurnischen Dichtern Josef Reinhart und Franz Josef Schild und untersuchte das Verhältnis von Jeremias Gotthelf zu Solothurn. Das 1949 erschienene Heimatbuch «Der Kanton Solothurn» versammelt Beiträge Altermatts zu Literatur-, Buch-, Bibliotheks- und Theatergeschichte. Weitere bedeutende Arbeiten Altermatts erschienen im Jahrbuch für solothurnische Geschichte.

## Werke (Auswahl)
- Der Kanton Solothurn in der Mediationszeit. 1803–1813. Vogt-Schild, Solothurn 1929 (Zugl.: Diss. phil. I Bern, 1923).
- Schweizer Geschichte für Sekundar-, Berufs- und Fortbildungsschulen. 6. Auflage. Gassmann, Solothurn 1934.
- Die Buchhandlung Lüthy in Solothurn. A. Lüthy, Solothurn 1938.
- Solothurnische Agrarzustände um die Wende vom 18. zum 19. Jahrhundert. In: Festschrift Eugen Tatarinoff. 1938, S. 135–168.
- Die Buchdruckerei Gassmann A.-G., Solothurn. Entstehung und Entwicklung der Offizin in Verbindung mit einer Geschichte des Buchdrucks und der Zensur im Kanton Solothurn. Gassmann, Solothurn 1939.
- Bibliographie der Werke Josef Reinharts. Sauerländer, Aarau 1945.
- Leo Altermatt, Ambros Kocher, Emil Künzli, Josef Loretz: Der Kanton Solothurn. Ein Heimatbuch. Gassmann, Solothurn 1949.
- Vom Reichtum an schönen und seltenen Büchern, von ihren Wanderwegen, von grosszügigen Donatoren und vom Fluidum der Zentralbibliothek Solothurn. In: Librarium. Zeitschrift der Schweizerischen Bibliophilen-Gesellschaft. Jg. 5, Nr. 1, 1962, S. 9–28.